# Каржа (Васлуј)
Каржа (рум. Cârja) насеље је у Румунији у округу Васлуј у општини Мурђени. Oпштина се налази на надморској висини од 15 m.

## Становништво
Према подацима из 2002. године у насељу је живело 1208 становника, од којих су сви румунске националности.